# DNS-сервер
DNS-сервер, Domain name server — приложение, предназначенное для ответов на DNS-запросы по соответствующему протоколу. Также DNS-сервером могут называть хост, на котором запущено соответствующее приложение.

## Типы DNS-серверов
По выполняемым функциям DNS-серверы делятся на несколько групп; сервер определённой конфигурации может относиться сразу к нескольким типам:
- Авторитетный DNS-сервер — сервер, отвечающий за какую-либо зону.
  - Мастер, или первичный сервер (в терминологии BIND), — имеет право на внесение изменений в данные зоны. Обычно зоне соответствует только один мастер-сервер. В случае Microsoft DNS-сервера и его интеграции с Active Directory мастер-серверов может быть несколько (так как репликация изменений осуществляется не средствами DNS-сервера, а средствами Active Directory, за счёт чего обеспечивается равноправность серверов и актуальность данных).
  - Слейв (англ. slave), или вторичный сервер, не имеющий права на внесение изменений в данные зоны и получающий сообщения об изменениях от мастер-сервера. В отличие от мастер-сервера, их может быть (практически) неограниченное количество. Слейв также является авторитативным сервером (и пользователь не может различить мастер и слейв, разница появляется только на этапе конфигурирования/внесения изменений в настройки зоны).
- Кэширующий DNS-сервер — обслуживает запросы клиентов (получает рекурсивный запрос, выполняет его с помощью нерекурсивных запросов к авторитативным серверам или передаёт рекурсивный запрос вышестоящему DNS-серверу).

- Перенаправляющий DNS-сервер (англ. forwarder, внутренний DNS-сервер) — перенаправляет полученные рекурсивные запросы вышестоящему кэширующему серверу в виде рекурсивных запросов. Используется преимущественно для снижения нагрузки на кэширующий DNS-сервер.

- Корневой DNS-сервер — сервер, являющийся авторитативным за корневую зону. Общеупотребительных корневых серверов в мире всего 13, их доменные имена находятся в зоне root-servers.net и называются a.root-servers.net, b.root-servers.net, …, m.root-servers.net. В определённых конфигурациях локальной сети возможна ситуация настройки локальных корневых серверов.
- Регистрирующий DNS-сервер. Сервер, принимающий динамические обновления от пользователей. Часто совмещается с DHCP-сервером. В Microsoft DNS-сервере при работе на контроллере домена сервер работает в режиме регистрирующего DNS-сервера, принимая от компьютеров домена информацию о соответствии имени и IP-адреса компьютера и обновляя в соответствии с ней данные зоны домена.
- DNSBL-сервер (сервер с чёрными списками адресов и имён). Формально не входит в иерархию DNS, однако использует те же механизм и протокол работы, что и DNS-серверы.

## ВидыDNS-запросов

### Прямой запрос
Прямой (forward) запрос — запрос на преобразование имени (символьного адреса) хоста в его IP-адрес.

### Обратный запрос
Обратный (reverse) запрос — запрос на преобразование IP-адреса хоста в его имя.

### Рекурсивный запрос
Рекурсивный запрос предполагает получение окончательного ответа от сервера, к которому он направлен. Рекурсию выполняет сервер.

### Итеративный запрос
Итеративный запрос предполагает (допускает) выполнение рекурсии клиентом.

## Описание
Некоторые серверы поддерживают возможность работать в разных режимах для разных сегментов сети. В Bind этот режим называется view. Например, сервер может для локальных адресов (например, 10.0.0.0/8) отдавать локальные адреса серверов, для пользователей внешней сети — внешние адреса. Так же сервер может быть авторитативным для заданной зоны только для указанного диапазона адресов (например, в сети 10.0.0.0/8 сервер объявляет себя авторитативным за зону internal, при этом для внешних адресов в ответ на запрос имени из зоны internal будет отдаваться ответ «неизвестен»).

## Используемые порты
По стандарту RFC 1035 все DNS-серверы отвечают на порту 53 TCP и UDP. Ранние версии BIND использовали 53 порт так же и при отправке исходящих запросов, более новые ведут себя как обычные DNS-клиенты, используя свободные незарегистрированные порты.

## Публичные серверы DNS
В мире имеется некоторое количество публичных серверов DNS, к которым может обратиться любое устройство и получить ответ. Такие серверы являются бесплатной альтернативой в случае неудовлетворительной работы серверов DNS, предоставленных провайдером его клиенту.
На 2025 год наиболее известны следующие публичные серверы DNS:
- Google Public DNS (8.8.8.8, 8.8.4.4, 2001:4860:4860::8888, 2001:4860:4860::8844), помимо классической службы DNS по тем же адресам работают серверы DoH (англ. DNS over HTTPS) и DoT (DNS over TLS);
- Control D (76.76.2.0, 76.76.10.0, 2606:1a40::, 2606:1a40:1::), есть платные услуги по фильтрации запросов, и он также предоставляет DoH и DoT;
- Quad9 (серверы 9.9.9.9, 149.112.112.112, 2620:fe::fe, 2620:fe::9 блокируют сайты с вредоносным контентом,  9.9.9.10, 2620:fe::10 — не блокируют ничего), предоставляет DoH';
- OpenDNS (208.67.222.222, 208.67.220.220, 2620:119:35::35, 2620:119:53::53), работают с 2006 года; этот сервис предоставляет также DNS, блокирующие «взрослый» контент (OpenDNS FamilyShield: 208.67.222.123, 208.67.220.123, на них есть DoH);
- Cloudflare DNS (1.1.1.1, 1.0.0.1, 2606:4700:4700::1111, 2606:4700:4700::1001), у Cloudflare есть серверы, блокирующие вредоносные сайты (1.1.1.2) и «сайты для взрослых» (1.1.1.3), также работает DoH;
- AdGuard DNS (94.140.14.14, 94.140.15.15, 2a10:50c0::ad1:ff, 2a10:50c0::ad2:ff), серверы AdGuard блокируют вредоносные сайты и имеют ограничения по количеству запросов (неограниченный доступ и разные фильтры имеют серверы с платным доступом);
- CleanBrowsing (185.228.168.9, 185.228.169.9, 2a0d:2a00:1::2, 2a0d:2a00:2::2), эти серверы фильтруют вредоносные и фишинговые сайты, есть также серверы с фильтрацией серверов прокси и VPN;
- Alternate DNS (76.76.19.19, 76.223.122.150, 2602:fcbc::ad, 2602:fcbc:2::ad) — серверы DNS с блокировкой серверов с чисто рекламным содержимым.

Прочие публичные серверы DNS:
- Dyn (216.146.35.35, 216.146.36.36);
- OpenNIC (138.197.140.189, 168.235.111.72);
- Яндекс.DNS (77.88.8.8, 77.88.8.1);
- DNS for Family (94.130.180.225, 78.47.64.161);
- Hurricane Electric (74.82.42.42);
- CIRA Canadian Shield (149.112.121.10, 149.112.122.10);
- Comodo Secure DNS (8.26.56.26, 8.20.247.20);
- CenturyLink (205.171.3.65, 205.171.2.65).